# Lac de Barbellino
Le lac de Barbellino est un bassin artificiel situé au-dessus de Valbondione, dans la haute vallée de Seriana. C'est le plus grand lac artificiel de la région de Bergame dans les Alpes bergamasques, alors qu'il est le deuxième si l'on considère également la partie valtellinaise, derrière le lac de Belviso. Le réservoir contient 18,5 millions de mètres cubes d'eau. 

## Géographie
Situé à 1 862 m d'altitude, il collecte les eaux de la vallée du Trobio, de la vallée de Cerviera, de la vallée de la Malgina, de la vallée du Lago et du lac Naturel de Barbellino. 
La couleur verdâtre est due à la turbidité de l'eau provenant de la valle del Trobio, une vallée comprise entre Monte Costone, Monte Trobio, Monte Gleno, Pizzo dei Tre Confini et Pizzo Recastello, au sommet de laquelle se trouve le glacier de Gleno, l'un des rares glaciers encore en vie dans la région de Bergame, et certainement le plus important.

## Accès
Pour y arriver, il faut atteindre Valbondione et continuer en direction du refuge Antonio Curò. La pente est presque régulière jusqu'au cascades du Serio. Ici, il est possible de prendre le sentier escarpé, qui offre un chemin plus court mais avec une plus grande pente, ou de continuer le long de l'allée panoramique qui monte le long du flanc de la vallée, en effectuant davantage en lacets et se terminant près du lac le long d'un sentier creusé dans le rocher. 

Vue d'ensemble du lac et des sommets qui l'entourent.

## Le barrage
La construction du barrage a été conçue depuis 1917. L'idée de construire un barrage qui recueillait les eaux de la région impliquait initialement la construction d'un barrage à Pian del Campo, dans la partie supérieure de la vallée qui, du village de Fiumenero, se dirige vers Pizzo Redorta, mais bien que le bassin envisageait une grande capacité, la conformation des montagnes où le barrage devait être construit avait été jugée peu sûre et pour cette raison, la construction du barrage de Barbellino était préférée. La construction du barrage a été achevée en novembre 1931. Le barrage a été construit en raison de l'énorme demande en énergie nécessaire dans la vallée de Seriana, où l'industrie (principalement le textile) s'est développée à toute vitesse. 
Plusieurs écluses et canaux creusés dans les vallées environnantes font cependant couler les eaux de diverses autres vallées dans le bassin. 

## Lieux d'intérêt dans la région
La région regorge de vallées et de montagnes très intéressantes à visiter. Le refuge Curò, situé à proximité, est donc très populaire. De là commencent les chemins pour Pizzo del Diavolo de Malgina, Pizzo Recastello, Monte Cimone et Valle della Cerviera, Pizzo dei Tre Confini, Monte Gleno, Monte Trobio, Monte Costone, Pizzo Strinato, Monte Torena, les sommets de Caronella, le lac de Barbellino Naturale, le lac de Malgina, le lac Gelt, Valmorta, Pizzo Coca et autres. Le passage sur le barrage est bloqué et pour pouvoir passer de l’autre côté, il faut descendre sous le barrage et monter de l’autre côté. 
Près du refuge Curò, une épée dans le rocher est coincée. L'installation a eu lieu en 2016 pour l'initiative "Creative Paths" promue par le CAI et s'inspire de la légende des cascades de Serio. 

## Galerie

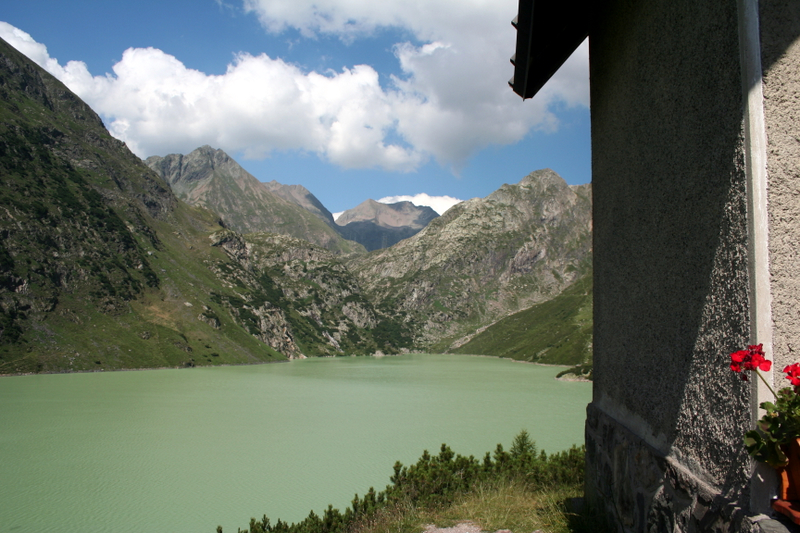
Le lac vu depuis le Refuge Curò.
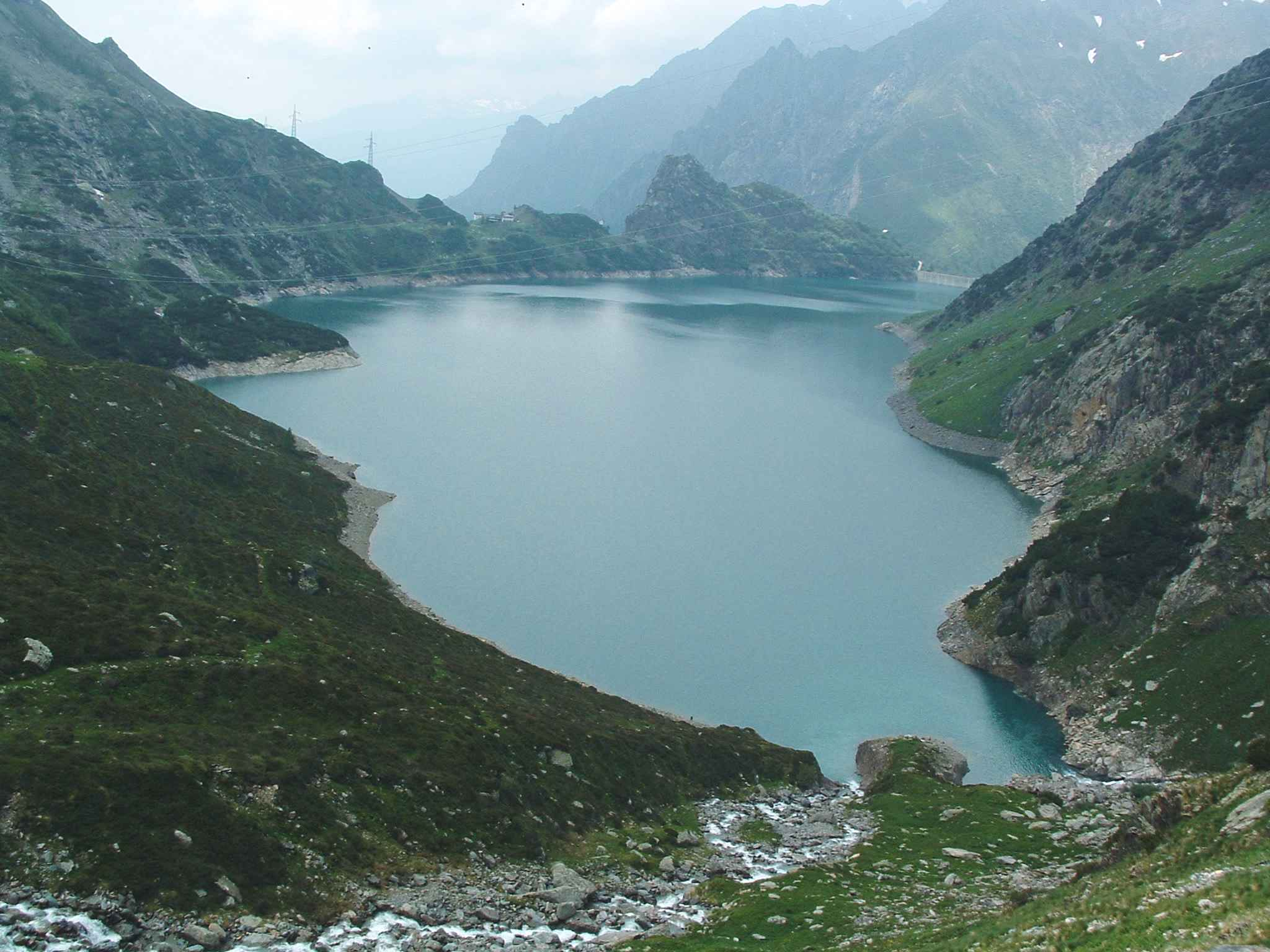
Le lac de Barbellino vu de l'est.
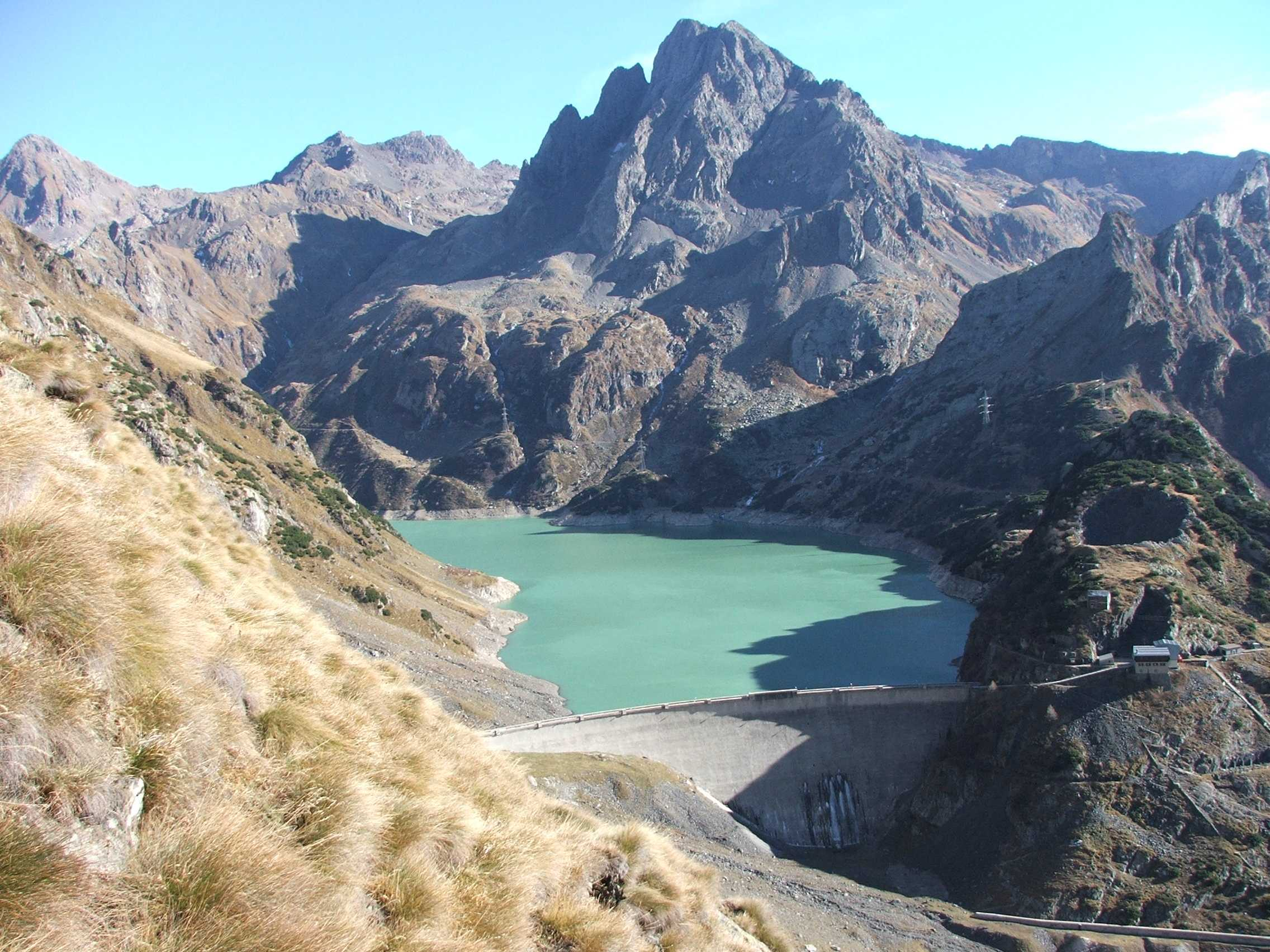
Le lac vu de la Valmorta. Au fond le Pizzo Recastello.
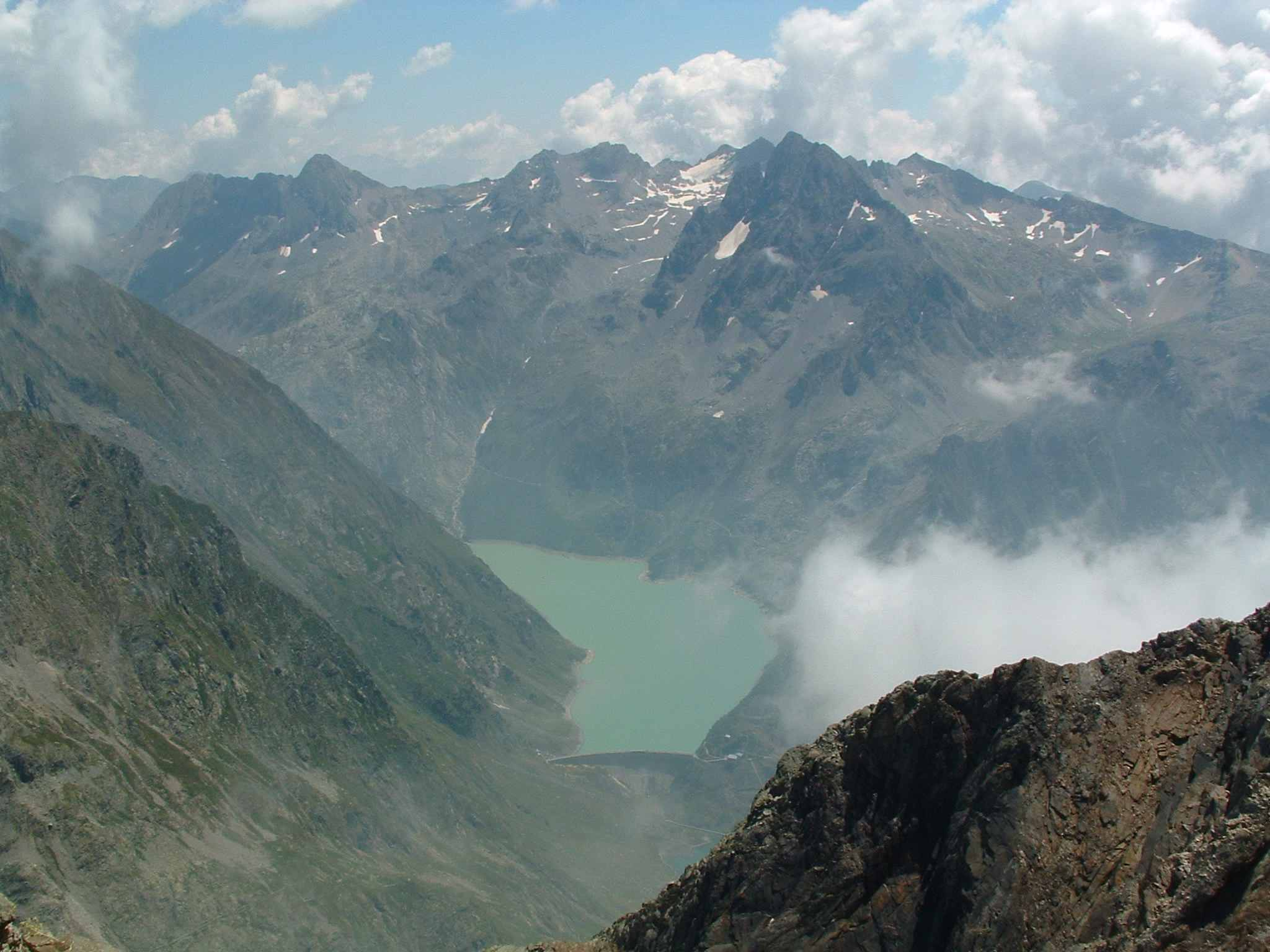
Lac de Barbellino du sommet de Pizzo Coca.